# 這！不是新聞
《這！不是新聞》曾是臺灣東森財經新聞台晚間21:00時段的時事新聞、財經談話性節目。主要採錄影播出，於2019年5月27日開播。2022年12月30日起正式停播。第一任主持人為陳斐娟，第二任主持人為陳明君。

## 大事紀
- 2019年2月28日，三立新聞台節目《54新觀點》原主持人陳斐娟離職，回鍋老東家東森財經新聞台，強調回歸專業財經節目。[1]。
- 2019年5月24日，東森電視舉辦這！不是新聞 新節目開播記者會。
- 2019年5月27日，《這！不是新聞》開播[2][3][4]，首集專訪中國國民黨黨內總統初選參選人郭台銘[5]。7月12日，郭台銘再次接受本節目專訪。
- 2022年12月30日起，節目正式停播。

## 主持人
- 第一任：陳斐娟（2019年5月27日～2022年8月31日）
- 第二任：陳明君（2022年9月1日～2022年12月30日）

## 代班主持人
- 陳明樂：東森財經新聞台《股動錢潮》製作人、主播、主持人。
- 蔡侑達：東森財經新聞台《股動錢潮》主播。

## 節目口號
- 這不是新聞，這是...(視當日主要話題而定）

## 節目特色
按照官方节目信息，该节目的特色为：
- 最夯的話題、最新的科技、獨家關鍵來賓
- 主持陣容：平民天后陳斐娟重返東森財經新聞台，陳斐娟為東森財經新聞台十年前夢想街57號節目主持人，該節目為當年東森財經新聞台打下黃金年代的成績。
- 節目開播前主打：談理財、談趨勢、談台灣下一代的未來。
- 全台唯一攝影棚耗資上千萬，21片超大螢幕打造。
- 全台唯一高科技攝影棚，來賓配置專屬平板電腦。
- 政治財經雙主軸定位，打破談話性節目框架（現已時事新聞、財經雙主軸）
- 財經版搶救貧窮大戰，替個案開理財處方箋。
- 獨家合作智富月刊，龐大財經專家幫健檢。
- 唯一PK式互動節目，潮流3C科技開箱。

## 節目單元
- 開箱搶先看
- 理財smart處方箋

## 製作團隊
- 監製：洪培翔
- 編審：田弘正
- 總製作人：康經慧
- 執行製作人：林盈凱
- 執行製作：邱妍瑜、唐喬飛
- 視覺指導：劉運鈞
- 工程指導：許軒中
- 助理導播：黃貞鈺、蔡承芳
- 導播：江玟儀
- 製作公司：東森電視

## 外部連結
- 這!不是新聞｜東森財經新聞 （页面存档备份，存于）
- 這!不是新聞的Facebook專頁
- YouTube上的這!不是新聞頻道
- YouTube上的這不是新聞 股市篇頻道

| 東森財經新聞台 星期一至星期五 21:00-23:00 | 東森財經新聞台 星期一至星期五 21:00-23:00     | 東森財經新聞台 星期一至星期五 21:00-23:00 |
| ----------------------------------------- | --------------------------------------------- | ----------------------------------------- |
|                                           | 這！不是新聞 （2019年5月27日-2022年9月19日）  |                                           |
| —                                         | —                                             |                                           |
| 星期一至星期五 21:00-22:00                |                                               |                                           |
| —                                         | 這！不是新聞 （2022年9月20日-2022年12月30日） | 57新聞王 （2023年1月3日-2023年1月17日）   |